# Bioelectrochimie
Bioelectrochimia este o ramură a electrochimiei care are ca obiect de investigare transportul electronic/protonic celular și reacțiile de electrod ale enzimelor oxidoreducatoare.

## Istoric
Bioelectrochimia are aceleași inceputuri ca și electrochimia prin lucrările lui Galvani și Volta despre electricitatea animală.
Prima lucrare modernă din acest domeniu este considerată cea a lui Julius Bernstein  din 1902 având ca subiect evaluarea biopotențialelor de repaus și acțiune create de concentrații diferite ale unor ioni de o parte și de alta a membranelor celulare. În următoarele decenii, edificiul bioelectrochimiei a crescut și a dobândit numeroase aplicații în diverse discipline medicale. Pentru realizarile din acest domeniu s-au acordat mai multe premii Nobel pentru fiziologie sau medicină.